# Coxquihui
Coxquihui es una población del estado de Veracruz situada a 56 km al sur de la ciudad de Poza Rica en la región Totonaca. Es cabecera de uno de los 212 municipios de la entidad. Está ubicado en las coordenadas 20°11′4.99″N 97°35′11.05″O / 20.1847194, -97.5864028 y cuenta con una altura de 280 m s. n. m.

## Clima
Coxquihui es un municipio con un clima principalmente cálido con lluvias en verano y otoño.

## Historia
El pueblo de Coxquihui tiene sus antecedentes en la comunidad prehispánica de Izquintlán, (lugar de perros o tepezcuintles), cuyas ruinas están localizadas aproximadamente a un kilómetro de distancia de la cabecera municipal, en una localidad que actualmente se llama El Ojital, perteneciente a este municipio. 
Se desconoce el origen de este núcleo de indígenas de la cultura totonaca y el tiempo de su asentamiento en la región, 
Así, establecidos, llegó la conquista española. Estas tierras pertenecieron a Diego de Porras, quien las hereda en el año 1553, cuando muere, a su hija Ana María de Porras y su esposo Juan de Cuenca es quien las administra, según nos refiere el padre Tomás del Rincón, en su Relación del pueblo y partido de Mecatlán-Achachalintla, que data del año 1580-1582 aproximadamente. Al llegar los evangelizadores ponen  a Izquintlán bajo el patrocinio de San Mateo Apóstol.
Corría el año 1578 cuando el Rey Felipe II, mediante una Real Cédula dirigida al entonces virrey de la Nueva España, Enríquez Almanza, le ordenó la reducción de pueblos y grupos indígenas dispersos, diciéndole: “(...) porque para ser verdaderamente cristianos y políticos como hombres racionales que son, es necesario estar congregados o reducidos en pueblos y no vivan derramados y dispersos por las tierras y montes (...)”
En el año de 1599, sobre la base de la Real Cédula, siendo entonces Virrey de la Nueva España, don Gaspar Zúñiga, Conde de Monterrey, se inicia el proceso de congregación, con el que se pretende unir y congregar a los naturales de San Mateo Apóstol con otras comunidades que era para el efecto de: “Procurarles mejores casas, solares y tierras, y una más apacible habitación u consuelo espiritual y temporal”. Pero desde luego, los motivos verdaderos era el de facilitar la tributación y el control para su evangelización.
Las diligencias de este proceso de congregación fueron hechas por Rodrigo de Zárate y Villegas, Juez Comisario de su majestad, fungiendo como Escribano real el C. Luis del Campo y Vergara. Estas diligencias dieron inicio el 18 de junio y terminaron el día 22 de ese mismo mes, del año 1599. Concurren como representantes de Izquintlán (hoy Coxquihui) Bartolomé López, alguacil; Lucas García, tlayacancle y Luis Sánchez, tequitlato.
Los naturales de San Mateo Izquintlán, aceptaron congregarse. Dejaron su antiguo asiento, pero se dio origen a un nuevo poblado alrededor de una fuente, donde crecían abundantemente esas plantas que en lengua totonaca se le llama “kushkiwi”, de ahí tomó el nombre este pueblo, quedando como su patrono el mismo San Mateo Apóstol. Existe aún la pileta de agua que se conoce como la pila del Kushkiwi.
Durante la colonia subsiste y se le respeta el derecho de los indígenas a nombrar a su gobernador, alcaldes, regidores, tequitlatos, tlayacanques, principales, mandones y demás oficiales.  Reviste este hecho singular importancia, porque ya en la época independiente, al promulgarse la Constitución de 1824, que adopta el sistema republicano, la Constitución del Estado de Veracruz, acorde con la General de la Nación, reconoce el derecho de los pueblos, que durante la colonia tenían Ayuntamientos, a seguir nombrándolos, reconociéndolos como municipios. Este es el caso del municipio de Coxquihui, que se constituye originalmente con tierras comunales de los indígenas, que en los años de 1882 y 1896 fueron fraccionadas en seis grandes lotes y finalmente repartidos entre sus condueños, como en el caso específico del lote de Chumatlán, Tres Cruces y Acmuxni.

## Festividades
El municipio de Coxquihui tiene sus celebraciones del 19 al 26 de septiembre con motivo de la celebración del Santo Patrón San Mateo Apóstol.
El nombre del municipio de Coxquihui tiene como significado "lugar de chamalotes" porque en la antigüedad abundaba mucho ese tipo de árboles parecido al carrizo, actualmente es posible encontrar a dicho árbol en la cercanía a los arroyos de la región.